# احمد شعبانی
احمد شعبانی کاشف واکنش شعبانی (Shaabani Reaction) استاد شیمی دانشگاه شهیدبهشتی است. او از سال ۱۳۸۶ تا ۱۳۹۱ ریاست این دانشگاه را بر عهده داشت.
احمد شعبانی در سال ۱۳۸۲ به‌عنوان استاد نمونه کشوری و در سال ۱۳۹۰ به عنوان استاد برجسته جایزه علمی علامه طباطبایی بنیاد ملی نخبگان برگزیده شده‌ است.